# Aurora Beltrán
Aurora Beltrán (Pamplona, 26 d'agost de 1964) és una músic navarresa. Va liderar els grups Belladona i Tahúres Zurdos, i després de la dissolució dels últims el 2004, segueix la seva carrera en solitari.

## Biografia
Aurora Beltrán neix el 26 d'agost de 1964 a Pamplona, encara que des de molt petita va viure en Potasas (Beriáin, Navarra). Sent nena pateix una malaltia que l'obliga a romandre moltes hores asseguda. Perquè el temps no se li faci tan llarg, el seu pare li regala una guitarra. Als 13 anys compon la seva primera cançó, Muerte ven, que grava en el seu primer disc amb Tahúres Zurdos.
A mitjan anys 1980 comença la seva marxa musical com a guitarrista del grup navarrès Belladona, que després de gravar un elepé, Las mujeres y los negros primero, es dissol.
El 1987 forma a Pamplona, al costat del seu germà Lolo i dos vells coneguts, el grup Tahúres Zurdos. Graven una maqueta i donen concerts a Navarra i altres llocs del nord d'Espanya. D'aquesta forma aconsegueixen gravar el 1988 el seu primer disc, Tahúres Zurdos, amb el segell Ohiuka. Després d'aquest disc arriba un altre amb el mateix segell discogràfic i passen a gravar amb EMI.
Aurora Beltrán grava amb Tahúres un total de vuit discos d'estudi, dos recopilatoris, un acústic i un directe que repassa tota la seva carrera. Aquest últim disc en directe es grava a la Sala Noboo de Tudela, el 5 de desembre de 2003, i surt a la venda a l'abril de 2004 amb el títol 17 anys (amb el segell discogràfic Do it records). 17 anys suposa el fermall final per a la carrera del grup durant els seus disset anys d'existència. En 2004, mesos després de treure el directe a la venda, el grup es dissol.
Llavors Aurora Beltrán comença a donar una sèrie de concerts acústics acompanyada per Eva Rada, corista i instrumentista de Tahúres durant els últims anys del grup, mentre prepara temes nous que inclouria en el seu primer treball en solitari.
No seria fins a l'any 2007 quan Aurora Beltrán grava el seu primer disc en solitari, Clases de baile, en el qual col·laboren Enrique Bunbury, Loquillo i Carmen París. Classes de Baile surt a la venda al març de 2008 i compta amb nou temes, vuit d'ells compostos per Aurora a més de Candy de Iggy Pop, adaptat al castellà per ella.
En 2008 participa en la gira Otra noche sin dormir al costat de Rosendo i Barricada. La gira arrenca el 4 d'abril en el velòdrom d'Anoeta de Sant Sebastià i finalitza el 26 de setembre a la plaça de toros de las Ventas a Madrid.
En 2008 col·labora aportant un tema inèdit en el disc benèfic "Música en defensa de los animales"
Al setembre de 2009 realitza una gira per diverses ciutats dels Estats Units: Nova York, Jersey City, Boston, Filadèlfia.
Aurora Beltrán té col·laboracions, punt en enregistraments d'estudi com en directes, amb grups i artistes espanyols com ara Kutxi Romero, Babylon Xat, Estrall, La Fuga, Big Member, Los Secretos, Amaral, Burning, Luz Casal, Barricada, Rosendo, Mägo de Oz, Rafa Pons, Sin Tregus, Lilith, Enblanco, Básico, Porretas, Garaje Jack i Mercedes Ferrer
Al setembre de 2011 grava en directe el seu nou disc "Museo Púrpura" en el Teatre Artèria Campos Elíseos de Bilbao. En l'enregistrament li acompanyen Eva Rada, Israel Santamaría i Rosa Cedrón (Luar na Lubre).
Museu Porpra és l'espai on s'exposen les peces de col·leccionista que componen aquest àlbum, l'últim de la cantautora. Un recopilatori de clàssics amb nous arranjaments, i un tema inèdit gravat en castellà i en anglès titulat "Invicta" escrit des de la malaltia renal crònica que té diagnosticada des de 2005 de la qual parla l'artista:
El 28 de febrer de 2012, l'artista va rebre el Premi Global de la Música Aragonesa en la seva tretzena edició. És un premi especial a la trajectòria d'una persona, col·lectiu o institució que, sense haver nascut a Aragó, tingui un estret vincle amb la terra. El 14 de juny de 2012, la seva terra es bolca amb ella, atorgant-li un reconeixement a la seva carrera artística en la VIII Gala de la Música Navarra.

## Discografia

### AmbBelladona
- Las mujeres y los negros primero (1986)

### AmbTahúres Zurdos
- Tahúres Zurdos (Ohiuka, 1988)
- Tahuría (Ohiuka, 1990)
- Nieve negra (EMI, 1991)
- Árido (EMI, 1992)
- La caza (EMI, 1994)
- Azul (BMG-Ariola, 1996)
- Tak (Arcade, 1998)
- El tiempo de la luz (Sony, 2000)
- 17 Años (Do it Records, 2004)

### En directe
- Otra noche sin dormir (CD + 2 DVD con Rosendo i Barricada), 2008 (Disco de oro)

### En solitari
- Clases de baile (Aurora Records, 2008)
- Museo Púrpura (Aurora Records, 2012)